# Llista de fars de Catalunya
La present llista de fars de Catalunya inclou els fars de la comunitat autònoma de Catalunya i la Catalunya del Nord, ordenats de nord a sud. La taula recull el municipi i les coordenades d'on es troba el far, l'any de construcció, l'altura focal (en metres), l'altura del far (en metres), l'abast (en milles nàutiques) i el tipus d'il·luminació que utilitza.
Informació actualitzada per un bot. Els canvis manuals es perdran quan s'actualitzi!
| Imatge | Far                                   | Municipi              | Coordenades                                                            | Any        | Altura focal (m) | Altura (m) | Abast (mn) | Il·luminació                                                     | Commons (més fotos)                          | WD                            |
| ------ | ------------------------------------- | --------------------- | ---------------------------------------------------------------------- | ---------- | ---------------- | ---------- | ---------- | ---------------------------------------------------------------- | -------------------------------------------- | ----------------------------- |
|        | Far metàl·lic del moll de Portvendres | Portvendres           | 42° 31′ 22″ N, 3° 07′ 03″ E / 42.522883°N,3.117559°E                   |            |                  |            |            |                                                                  | Feu métallique du môle                       | Modifica les dades a Wikidata |
|        | Fortí del Fanal                       | Portvendres           | 42° 31′ 17″ N, 3° 06′ 49″ E / 42.521277777778°N,3.1135833333333°E      |            |                  |            |            |                                                                  | Fort del Fanal                               | Modifica les dades a Wikidata |
|        | Far de Biarra                         | Portvendres           | 42° 30′ 56″ N, 3° 08′ 12″ E / 42.5156°N,3.13667°E                      | 1905       |                  | 27         | 55 30      | Fl(3) W 15s                                                      | Béar Lighthouse                              | Modifica les dades a Wikidata |
|        | far del cap de Cervera                | Cervera de la Marenda | 42° 26′ 22″ N, 3° 10′ 36″ E / 42.4394°N,3.17667°E                      |            | 55               | 10         | 15         | Fl W 4s                                                          | Cap Cerbère Lighthouse                       | Modifica les dades a Wikidata |
|        | Far de s'Arenella                     | el Port de la Selva   | 42° 21′ 05″ N, 3° 11′ 13″ E / 42.351407°N,3.187023°E                   | 1913-12-16 | 22               |            | 13         | L 1 oc 4                                                         | Far de s'Arnella                             | Modifica les dades a Wikidata |
|        | Far de cap de Creus                   | Cadaqués              | 42° 19′ 08″ N, 3° 18′ 57″ E / 42.3189°N,3.31587°E                      | 1853       | 87               | 11         | 20         | L 0 3 oc 2 2 L 0 3 oc 7 2                                        | Far de Cap de Creus                          | Modifica les dades a Wikidata |
|        | Far de Cala nans                      | Cadaqués              | 42° 16′ 15″ N, 3° 17′ 11″ E / 42.270868°N,3.286481°E                   | 1864       |                  |            |            |                                                                  | Far de Calanans                              | Modifica les dades a Wikidata |
|        | Far de Roses                          | Roses                 | 42° 14′ 45″ N, 3° 10′ 59″ E / 42.2459°N,3.18315°E                      | 1864       | 24               | 11         | 12         | L 6 0 oc 1 5[(L 1 0 oc 1 5)3 veces]                              | Far de Roses                                 | Modifica les dades a Wikidata |
|        | Far de la Meda                        | Torroella de Montgrí  | 42° 02′ 52″ N, 3° 13′ 17″ E / 42.04779°N,3.221473°E                    | 1862-01-14 | 87               | 11         | 14         | [(L 1 oc 3)3 veces]L 1 oc 11                                     | Far de la Meda                               | Modifica les dades a Wikidata |
|        | far de Sant Sebastià                  | Palafrugell           | 41° 53′ 46″ N, 3° 12′ 09″ E / 41.8961°N,3.20244°E                      | 1857       | 167              | 12         | 32         | L 0 3 oc 4 7                                                     | Far de Sant Sebastià                         | Modifica les dades a Wikidata |
|        | Far de Palamós                        | Palamós               | 41° 50′ 29″ N, 3° 07′ 45″ E / 41.841388888889°N,3.1291666666667°E      | 1865       | 22               | 8          | 18         | L 4 4 oc 1 0 L 4 4 oc 1 0[(L 1 4 oc 1 0)3 veces]                 | Far de Palamós                               | Modifica les dades a Wikidata |
|        | far de Tossa                          | Tossa de Mar          | 41° 42′ 56″ N, 2° 56′ 02″ E / 41.7156°N,2.93397°E                      | 1919       | 60               | 11         | 21         | L 0 2 oc 2 3 L 0 2 oc 2 3 L 0 2 oc 7 3 L 0 2 oc 7 3              | Far de Tossa                                 | Modifica les dades a Wikidata |
|        | Far del Capaspre                      | Calella               | 41° 36′ 29″ N, 2° 38′ 47″ E / 41.60807°N,2.64642°E                     | 1859       | 50               | 10         | 18         | L 0 3 oc 1 4 L 0 3 oc 1 4 L 0 3 oc 7 1 L 0 3 oc 1 4 L 0 3 oc 7 2 | Far de Calella                               | Modifica les dades a Wikidata |
|        | Torre del Rellotge                    | Barcelona             | 41° 22′ 30″ N, 2° 11′ 09″ E / 41.375°N,2.1858333333333335°E            |            |                  |            |            |                                                                  | Torre del Rellotge, Barcelona                | Modifica les dades a Wikidata |
|        | far de Montjuïc                       | Barcelona             | 41° 21′ 39″ N, 2° 09′ 57″ E / 41.360833333333°N,2.1658333333333°E      | 1906       | 108              | 13         | 26         | L 0 3 oc 3 4 L 0 3 oc 11 0                                       | Far de Montjuïc                              | Modifica les dades a Wikidata |
|        | Far del Llobregat (Torre del Riu)     | Barcelona             | 41° 19′ 30″ N, 2° 09′ 06″ E / 41.325°N,2.1516666666667°E               | 1852       | 32               | 31         | 23         | L 1 oc 4                                                         | Far del Llobregat                            | Modifica les dades a Wikidata |
|        | Far de Sant Cristòfol                 | Vilanova i la Geltrú  | 41° 13′ 01″ N, 1° 44′ 14″ E / 41.21696°N,1.73726°E                     | 1905       | 27               | 21         | 19         | L 0 2 oc 1 5 L 0 2 oc 1 5 L 0 2 oc 4 4                           | Far de Sant Cristòfol (Vilanova i la Geltrú) | Modifica les dades a Wikidata |
|        | Far de Torredembarra                  | Torredembarra         | 41° 07′ 56″ N, 1° 23′ 42″ E / 41.1322°N,1.3948833333333°E              | 1987       | 58               | 38         | 17         | Fl(5) W 30s [(L 0 2 oc 4 8)4 veces]L 0 2 oc 9 8                  | Far de la Galera                             | Modifica les dades a Wikidata |
|        | Far del Moll d'Aragó                  | Tarragona             | 41° 05′ 59″ N, 1° 14′ 07″ E / 41.099782°N,1.235316°E                   | 1923       |                  | 15         |            |                                                                  | Far del Moll d'Aragó                         | Modifica les dades a Wikidata |
|        | Far de la Banya (Tarragona)           | Tarragona             | 41° 05′ 15″ N, 1° 13′ 33″ E / 41.0875°N,1.225833333333333°E            |            |                  |            |            |                                                                  | Far de la Banya (Port of Tarragona)          | Modifica les dades a Wikidata |
|        | Far de Salou                          | Salou                 | 41° 03′ 21″ N, 1° 10′ 19″ E / 41.05577057472964°N,1.1719166839699284°E | 1858       | 43               | 11         | 23         | [(L 0 2 oc 3 1)3 veces]L 0 2 oc 9 9                              | Far de Salou                                 | Modifica les dades a Wikidata |
|        | Far del Fangar                        | Deltebre              | 40° 47′ 26″ N, 0° 46′ 06″ E / 40.790517°N,0.768442°E                   |            | 20               | 18         | 12         | L 0 8 oc 1 2 L 0 8 oc 2 4 L 0 8 oc 6                             | Far del Fangar                               | Modifica les dades a Wikidata |
|        | far de Buda                           | Sant Jaume d'Enveja   | 40° 43′ 15″ N, 0° 51′ 37″ E / 40.720758°N,0.860414°E                   | 1864       |                  |            |            |                                                                  | Far de Buda                                  | Modifica les dades a Wikidata |
|        | far de Tortosa                        | Sant Jaume d'Enveja   | 40° 42′ 56″ N, 0° 55′ 43″ E / 40.715555555556°N,0.92861111111111°E     |            | 18               | 50         | 14         | L 1 oc 5                                                         |                                              | Modifica les dades a Wikidata |
|        | Far de la Ràpita                      | la Ràpita             | 40° 36′ 28″ N, 0° 35′ 07″ E / 40.60771°N,0.585265°E                    |            | 10               | 7          | 11         | L 3 oc 1[(L 1 oc 1)3 veces]                                      | Far de La Ràpita (Montsià)                   | Modifica les dades a Wikidata |
|        | Far de la Banya                       | la Ràpita             | 40° 33′ 23″ N, 0° 38′ 50″ E / 40.5563°N,0.647332°E                     | 1864       | 27               | 26         | 12         | L 1 oc 2 L 1 oc 8                                                | Far de la Banya (Punta de la Banya)          | Modifica les dades a Wikidata |